# Championnats d'Europe de cyclisme sur piste 2012
Navigation
Apeldoorn 2011 Apeldoorn 2013
Les championnats d'Europe de cyclisme sur piste 2012 se sont déroulés du 19 au 21 octobre 2012 sur la Cido Arena à Panevėžys en Lituanie. Ils sont organisés par l'Union européenne de cyclisme.
Les 10 épreuves olympiques (vitesse, vitesse par équipes, keirin, poursuite par équipes et omnium pour les hommes et les femmes), ainsi que la course à l'américaine et la course aux points ont lieu dans le cadre de ces championnats d'Europe.
Les championnats d'Europe pour les juniors et les espoirs se sont déroulés du 3 au 8 juillet à Anadia au Portugal.

## Calendrier

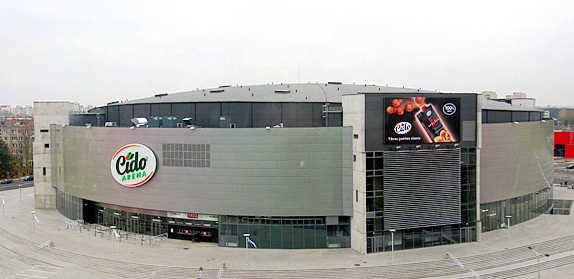
La Cido-Arena

| Vendredi 19 octobre - Poursuite par équipes femmes - Poursuite par équipes hommes - Vitesse par équipes femmes - Vitesse par équipes hommes - Course aux points femmes - Course aux points hommes | Samedi 20 octobre - Vitesse individuelle femmes - Vitesse individuelle hommes Dimanche 21 octobre - Omnium femmes - Omnium hommes - Keirin femmes - Keirin hommes - Américaine hommes |  |

## Nations participantes
146 coureurs de 21 pays sont présents,.
| - Autriche - Belgique - Biélorussie - Bulgarie - Estonie - Finlande - France | - Géorgie - Allemagne - Grande-Bretagne - Grèce - Irlande - Italie - Lituanie | - Pays-Bas - Pologne - Tchéquie - Russie - Slovaquie - Suisse - Ukraine |

## Résultats

### Épreuves masculines
| Épreuves              | Or                                                              | Or             | Argent                                                              | Argent         | Bronze                                                                           | Bronze         |
| --------------------- | --------------------------------------------------------------- | -------------- | ------------------------------------------------------------------- | -------------- | -------------------------------------------------------------------------------- | -------------- |
| Keirin                | Tobias Wächter Allemagne                                        |                | Joachim Eilers Allemagne                                            |                | Denis Dmitriev Russie                                                            |                |
| Vitesse individuelle  | Denis Dmitriev Russie                                           |                | Max Niederlag Allemagne                                             |                | Christos Volikakis Grèce                                                         |                |
| Vitesse par équipes   | Allemagne Joachim Eilers Max Niederlag Tobias Wächter           | 44 s 381       | Pologne Maciej Bielecki Kamil Kuczynski Damian Zieliński            | 44 s 892       | Royaume-Uni Matthew Crampton Lewis Oliva Callum Skinner                          | 45 s 081       |
| Poursuite par équipes | Russie Artur Ershov Valery Kaykov Alexei Markov Alexander Serov | 4 min 00 s 578 | Allemagne Maximilian Beyer Henning Bommel Lucas Liss Theo Reinhardt | 4 min 08 s 654 | Italie Liam Bertazzo Ignazio Moser Paolo Simion Elia Viviani Michele Scartezzini | 4 min 06 s 380 |
| Course aux points     | Elia Viviani Italie                                             | 44 pts         | Kirill Sveshnikov Russie                                            | 26 pts         | Sergiy Lagkuti Ukraine                                                           | 25 pts         |
| Américaine            | Tchéquie Martin Bláha Jiří Hochmann                             |                | Russie Artur Ershov Valery Kaykov                                   |                | Italie Angelo Ciccone Elia Viviani                                               |                |
| Omnium                | Lucas Liss Allemagne                                            | 17 pts         | Artur Ershov Russie                                                 | 20 pts         | Gediminas Bagdonas Lituanie                                                      | 34 pts         |

### Épreuves féminines
| Épreuves              | Or                                                            | Or             | Argent                                                                          | Argent         | Bronze                                                  | Bronze         |
| --------------------- | ------------------------------------------------------------- | -------------- | ------------------------------------------------------------------------------- | -------------- | ------------------------------------------------------- | -------------- |
| Keirin                | Simona Krupeckaitė Lituanie                                   |                | Ekaterina Gnidenko Russie                                                       |                | Elena Brezhniva Russie                                  |                |
| Vitesse individuelle  | Olga Panarina Biélorussie                                     |                | Anastasiia Voinova Russie                                                       |                | Simona Krupeckaitė Lituanie                             |                |
| Vitesse par équipes   | Lituanie Gintarė Gaivenytė Simona Krupeckaitė                 | 33 s 846       | Russie Daria Shmeleva Anastasiia Voinova                                        | 33 s 882       | France Olivia Montauban Sandie Clair                    | 34 s 975       |
| Poursuite par équipes | Lituanie Vaida Pikauskaitė Vilija Sereikaitė Aušrinė Trebaitė | 3 min 25 s 237 | Pologne Eugenia Bujak Edyta Jasinska Katarzyna Pawłowska Małgorzata Wojtyra (q) | 3 min 27 s 086 | Biélorussie Alena Dylko Aksana Papko Tatsiana Sharakova | 3 min 24 s 801 |
| Course aux points     | Stephanie Pohl Allemagne                                      | 33 pts         | Evgenia Romanyuta Russie                                                        | 25 pts         | Elke Gebhardt Allemagne                                 | 20 pts         |
| Omnium                | Tatsiana Sharakova Biélorussie                                | 18 pts         | Aušrinė Trebaitė Lituanie                                                       | 22 pts         | Katarzyna Pawłowska Pologne                             | 22 pts         |

## Tableau des médailles
| Rang  | Nation          | Or | Argent | Bronze | Total |
| ----- | --------------- | -- | ------ | ------ | ----- |
| 1     | Allemagne       | 4  | 3      | 1      | 8     |
| 2     | Lituanie        | 3  | 1      | 2      | 6     |
| 3     | Russie          | 2  | 7      | 2      | 11    |
| 4     | Biélorussie     | 1  | 0      | 1      | 2     |
| 5     | Italie          | 1  | 0      | 2      | 3     |
| 6     | Tchéquie        | 1  | 0      | 0      | 1     |
| 7     | Pologne         | 0  | 2      | 1      | 3     |
| 8     | France          | 0  | 0      | 1      | 1     |
| 8     | Grande-Bretagne | 0  | 0      | 1      | 1     |
| 8     | Grèce           | 0  | 0      | 1      | 1     |
| 8     | Ukraine         | 0  | 0      | 1      | 1     |
| Total | Total           | 12 | 13     | 13     | 38    |